# ريتشارد ستانتون (ممثل)
ريتشارد ستانتون (بالإنجليزية: Richard Stanton)‏ هو مخرج وممثل أمريكي، ولد في 8 أكتوبر 1876 في آيوا في الولايات المتحدة، وتوفي في 22 مايو 1956 في لوس أنجلوس في الولايات المتحدة.

## وصلات خارجية
- ريتشارد ستانتون على موقع IMDb (الإنجليزية)
- ريتشارد ستانتون على موقع أول موفي (الإنجليزية)
- ريتشارد ستانتون على موقع قاعدة بيانات الأفلام السويدية (السويدية)
- ريتشارد ستانتون على موقع قاعدة بيانات الفيلم (الإنجليزية)
- ريتشارد ستانتون على موقع كينوبويسك (الروسية)